# HorrorClix
HorrorClix est un jeu de figurines à collectionner (ou CMG, pour Collectible Miniature Game) édité par WizKids Inc., qui est sorti le 30 août 2006.  Le slogan du jeu est "wicked fun" (que l'on pourrait traduire par "plaisir malsain"). Le jeu est distribué en France par Asmodée. Depuis le rachat de Wizkids par NECA 
Similaire à HeroClix, le jeu de figurines à collectionner ayant connu le plus grand succès à ce jour, HorrorClix offre aux joueurs la possibilité d'assembler des équipes de monstres issus de divers univers horrifiques ou fantastiques (vampires, loups-garous, zombis, et démons...).
HorrorClix introduit aussi de nouvelles mécaniques de jeu par rapport à ses prédécesseurs : des cartes de retournement de situation, des parties scénarisées, des personnages fictifs connus... Autant d'ingrédients qui mettent l'accent sur la volonté du jeu à créer des histoires d'horreur plutôt que de produire de simples combats. Les innocentes victimes jouent un grand rôle dans les parties, les monstres devant tenter de les tuer ou de les protéger.

## Les différentes éditions de HorrorClix
- "HorrorClix Base Set" (sorti le 30 août 2006) : La première édition de HorrorClix. Cette édition proposait un certain nombre de figurines promotionnelles (comme Jack the Ripper), ainsi que des coupons permettant de commander les figurines exclusives "Alien", ou encore le Grand Cthulhu.

- The Lab : La première extension, qui se concentre sur la science-fiction, inclut des extraterrestres dits "petits gris", des dinosaures, et encore plus de zombies... Parmi les figurines promotionnelles, on pourra trouver la licence Predator.

- FreakShow

- Nightmare

## Figurines géantes
- Le Grand Cthulhu - Statuette promotionnelle de Cthulhu, de plus de 30 centimètres de haut, distribuée avec un terrain de jeu, un livret de règles et 16 pions "cultistes". Cthulhu est au centre d'un scénario jouable en 600, 1200, ou 1800 points, où les joueurs tentent de stopper à temps le rituel qui le réveillera.

- Reine Alien - WizKids a annoncé que la reine Alien vue dans le film Alien vs Predator serait disponible par les réseaux de distribution habituels. Elle tient sur son socle de ponte ou se joue séparément.